# John M. Jones
John Marshall Jones, född 20 juli 1820 i Charlottesville, Virginia, död 5 maj 1864 i Spotsylvania County, Virginia, var en amerikansk officer och brigadgeneral för de konfedererade under Amerikanska inbördeskriget. Jones stupade i strid under Slaget i vildmarken.

## Biografi
Jones föddes i Charlottesville och gich ut från United States Military Academy i West Point 1841 som nummer 39 av 51 i sin avgångsårgång. 19 av hans klasskamrater skulle bli generaler under inbördeskriget som John F. Reynolds, Nathaniel Lyon, Robert S. Garnett, Richard B. Garnett, Amiel W. Whipple, och Israel B. Richardson varav samtliga skulle dö i strid under kriget.